# Раноджи Шинде
Раноджи Шинде (около 1700 — 3 июля 1745) — первый махараджа маратхского княжества Гвалиор из династии Шинде (1731—1745). Основатель династии Шинде, которая произвела на свет выдающихся маратхских военачальников XVIII века. Позже Шинде служили вассалами британцев из северного княжеского государства Гвалиор.

## Ранние годы
Раноджи Шинде принадлежал к маратхской семье Шинде. Сын Джанкоджи Шинде, патила Канхерхеда, в округе Сатара. Его семья имела наследственные права патила деревни Канхеркхед в современном районе Сатара в индийском штате Махараштра. Семья Шинде в предыдущие столетия служила шиледарами (кавалеристами) при султанате Бахмани.

## Карьера
Раноджи Шинде в молодости поступил на службу к пешве Баладжи Вишванату . В то время Рамчандрабаба Сукхтанкар, дипломат Пешвы, признал таланты Раноджи и назначил его личным слугой сына пешвы, Баджи Рао I. После смерти своего отца Баджи Рао был назначен пешвой в возрасте двадцати лет Чатрапати Шаху. Это вызвало зависть со стороны высокопоставленных чиновников при дворе маратхи. Это, в свою очередь, привело к тому, что Баджи Рао назначил командирами своих войск талантливых молодых людей, которые едва вышли из подросткового возраста, таких как Раноджи, Малхар Рао Холкарбратья Павар, Пиладжи Джадхав и Фатех Сингх Бхосле. Ни один из этих мужчин не принадлежал к семьям, которые обладали наследственными правами дешмукхи при более ранних правителях, таких как султанаты Декана. Раноджи вместе с братьями Малхаррао Холкаром и Паваром руководил маратхской кампанией, инициированной пешвой Баджи Рао в Малве в 1726 году. Раноджи основал свою столицу в Уджайне в 1731 году. Он назначил Рамчандрабабу Сукхтанкара своим диваном или администратором и сделал Яшаджи Рамбхаджи командующим своей армии, после чего большую часть своей жизни провёл в военных кампаниях маратхов. Некоторые историки приписывают Сухтанкару то, что он принёс Кумбх Мелу в Уджайн в 1732 году
. Ранний отчёт о Харидвар Кумбх Мела был опубликован капитаном Томасом Хардвиком в 1796 году.

## Семья
У Раноджи Шинде было две жены: Шримант Акханд Субхагьявати Нимбабай Сахиб Шиндия (Майнабай Сахиб) и Шримант Акханд Субхагьявати Чимабай Сахиб Шинде, раджпутская леди из Малвы. У него было три сына и четыре дочери от первой жены и два сына и три дочери от второй жены:
- Мехербан Шримант Сардар Джаяппаджи Рао Шинде Бахадур (Джаяппа Дада Сахиб) (ок. 1720 — 25 июля 1755), 2-й махараджа Гвалиора (1745—1755)
- Мехербан Шримант Сардар Даттаджи Рао Шинде Савай Бахадур (1723 — 10 января 1760)
- Мехербан Шримант Сардар Джотиба Рао Шинде (1726 — январь 1760)
- Мехербан Шримант Сардар Тукоджи Рао Шинде (Баба Сахиб) (+ 14 января 1761)
- Мехербан Шримант Сардар Махаджи Рао Шинде (Нана Сахиб) (1730 — 12 февраля 1794), 6-й махараджа Гвалиора (1768—1794).

- Шримант Акханд Субхагьявати Джанакабай
- Шримант Акханд Субхагьявати Джогубай Сахиб Салунхе
- Шримант Акханд Субхагьявати Есубай Сахиб Шитоле
- Шримант Акханд Субхагьявати Майнабай Сахиб Мане
- Шримант Акханд Субхагьявати Сагунабай Сахиб Джадхав
- Шримант Акханд Субхагьявати Кушабай Сахиб Такпир
- Шримант Акханд Субхагьявати Анандибай Сахиб Нимбалкар

Четверо старших сыновей Раноджи погибли, сражаясь в различных битвах на севере Индии между 1750—1761 годами. Махаджи Шинде, младший сын, сделал блестящую карьеру во второй половине XVIII века. Его потомки во время британской колониальной империи (1818—1947) были правителями княжеского государства Гвалиор.